# Periscelididae
Famille
Les Periscelididae sont une famille de diptères.

## Systématique
La famille des Periscelididae a été créée en 1914 par l'entomologiste allemand Lorenz Oldenberg (d) 1863-1931.

## Liste des genres
Selon BioLib (26 novembre 2021) :
- genre Cyamops Melander, 1913
- genre Marbenia Malloch, 1931
- genre Periscelis Loew, 1858
- genre Podocera Czerny, 1929
- genre † Procyamops Hoffeins & Rung, 2005
- genre Stenomicra Coquillett, 1900